# A szellemlovas
A szellemlovas (eredeti cím: Ghost Rider) 2007-es amerikai szuperhős-film a Marvel Comics kitalált szereplője, Ghost Rider, azaz a Szellemlovas képregényei alapján. A filmet a Daredevil – A fenegyereket is jegyző Mark Steven Johnson írta és rendezte, Johnny Blaze/Szellemlovas szerepében Nicolas Cage látható.

## Szereplők
| Szereplő                    | Színész                  | Magyar hang         | Leírás |
| --------------------------- | ------------------------ | ------------------- | --- |
| Johnny Blaze / Szellemlovas | Nicolas Cage             | Józsa Imre          | Motoros kaszkadőr, akit rászednek, hogy alkut kössön a démonúr Mephistonak, azt gondolván, hogy ezzel megmenti apját a haláltól, és ezt követően egy ősi démonhoz kötik, aki természetfeletti, tüzes, csontvázas, szörnyeteg lélekvadásszá változik. Miközben Mephistonak dolgozik tovább, a Pokolból megszökött démonokra vadászik. |
| Johnny Blaze / Szellemlovas | Matt Long (fiatalon)     | Miller Zoltán       | Motoros kaszkadőr, akit rászednek, hogy alkut kössön a démonúr Mephistonak, azt gondolván, hogy ezzel megmenti apját a haláltól, és ezt követően egy ősi démonhoz kötik, aki természetfeletti, tüzes, csontvázas, szörnyeteg lélekvadásszá változik. Miközben Mephistonak dolgozik tovább, a Pokolból megszökött démonokra vadászik. |
| Roxanne Simpson             | Eva Mendes               | Pikali Gerda        | Johnny gyerekkori szerelme és jelenlegi barátnője, aki híradós riporter. |
| Roxanne Simpson             | Raquel Alessi (fiatalon) | Ruttkay Laura       | Johnny gyerekkori szerelme és jelenlegi barátnője, aki híradós riporter. |
| Feketeszív                  | Wes Bentley              | Dolmány Attila      | Démon, Mephisto fia, és San Venganza szerződését akarja felhasználni arra, hogy elszabadítsa a poklot a Földön. |
| Carter Slade                | Sam Elliott              | Kristóf Tibor       | Egykori Szellemlovas, Blaze szövetségese és mentora. |
| Mack                        | Donal Logue              | Németh Gábor        | Johnny csapatának tagja. |
| Mephisto                    | Peter Fonda              | Reviczky Gábor      | A démonúr, akivel Blaze szerződéses alkut köt, hogy megmentse apját a rákbetegségtől. Megtévesztő módon másnap egy motorbalesetben megöli Blaze apját. Törvénytelen fiát, Feketeszívet keresi, aki meg akarja őt buktatni. A San Venganza-i szerződés, egy 1000 gonosz lélekből álló, kötelező érvényű jegyzet keresésére indul.     |
| Barton Blaze                | Brett Cullen             | Haás Vander Péter   | Johnny Blaze elhunyt édesapja, egykori motoros kaszkadőr. |
| Jack Dolan                  | David Roberts            | Szokolay Ottó       | Rendőrkapitány. |
| Gressil                     | Laurence Breuls          | Barabás Kiss Zoltán | Bukott angyal földi erőkkel, és Feketeszív egyik kegyence. |
| Posvány                     | Daniel Frederiksen       | Szabó Máté          | Bukott angyal vízalapú képességekkel, és Feketeszív egyik kegyence. |
| Abigor                      | Mathew Wilkinson         | Láng Balázs         | Bukott angyal szél-alapú erőkkel, és Feketeszív egyik kegyence. |

## Háttér
2000 májusában a cannes-i filmfesztiválon a Marvel Studios bejelentette, hogy megállapodás született a Crystal Sky Entertainmenttel A szellemlovas elkészítéséről Jon Voight színész produceri közreműködésével. A munkálatok kezdetét 2001 elejére tűzték ki 75 millió dolláros költségvetéssel, Johnny Depp színész érdeklődésével a főszerep iránt. A következő augusztusban a Dimension Films csatlakozott a Crystal Skyhoz társfinanszírozóként, forgatókönyvíróként David S. Goyer, rendezőként pedig Stephen Norrington került a fedélzetre. 2001 júniusában Nicolas Cage tárgyalásokat kezdett a Szellemlovas szerepére, júliusra pedig szerződés is született a stúdióval. Steven Paul producer elmondása szerint Cage értesült Depp esélyéről, így kapcsolatba lépett a rendezővel, hogy tudassa vele érdeklődését, mivel nagy Ghost Rider-rajongó.
Augusztusban Norrington elhagyta a produkciót más elfoglaltsága miatt. Végül maga Cage is kiszállt. 2002 májusa után a Columbia Pictures megkörnyékezte a Dimension Filmst a megfilmesítési jogokért a Pókember hatalmas sikerét követően. 2003 áprilisában a Columbia égisze alatt Mark Steven Johnson rendezőhöz került a projekt, s Cage is visszatért. Shane Salerno meglévő szkriptjét Johnson átírta, a forgatás kezdetét pedig 2003 végére, 2004 elejére jelölték ki. A még tovább tolt kezdés miatt Cage egy időre otthagyta a filmtervet, hogy leforgassa Az időjóst. A szellemlovas munkálatainak megkezdését megkísérelték 2004 május–júniusára beosztani.
Azonban a filmet ismét elodázták 2004 végére, ám a megfelelő forgatókönyv hiánya továbbra is halasztásra kényszerített. 2005 januárjában Wes Bentley színészt választották a főgonosz, Blackheart szerepére, akit a rendezővel a Daredevilen együtt dolgozó Colin Farrell mutatott be Johnsonnak. Eva Mendes színésznő kapta Ghost Rider szerelmének szerepét. 2005. február 14-én A szellemlovas forgatása kezdetét vette Ausztráliában a Melbourne Dockland filmstúdióban. 2005 márciusában Peter Fondát jelölték ki Mephisto megtestesítőjeként. Johnson eredetileg úgy tervezte, a Telstra Dome-ban forgat közönség előtt, azonban végül számítógépes animációval alkották meg a tömeget. Továbbá, a rendező döntése értelmében Melbourne motoros kerületében is forgattak. 2005 júniusára az alapvető forgatási munkálatok befejeződtek, a bemutató dátumát 2006 nyarára tűzték ki. 2005 decemberében Christopher Youngot jelentették be, mint A szellemlovas zeneszerzőjét. 2006 áprilisában a szereplők és a stáb az utolsó pillanatban újraforgatott néhány jelenetet Vancouverben. A film eredetileg 2006. augusztus 4-én került volna a mozikba, azonban három héttel korábbra került július 14-ére, majd a Sony még egyszer változtatott a dátumon, 2007. február 16-ára, hogy lazítsanak a stúdió zsúfolt 2006-os naptárán.
Avi Arad még a bemutató előtt egy héttel, 2007. február 9-én bejelentette a folytatás készítését egy sajtóeseményen. A folytatás 2012-ben érkezett a mozikba. A szellemlovas – A bosszú erejét Amerikában február 17-től, hazánkban március 1-től tekinthették meg a nézők.

### Szerepformálás
Nicolas Cage úgy formálta meg „iszákos és füstölő anyaszomorító” karakterét, Johnny Blaze-t, hogy nagyobb mélysége legyen. „Úgy játszom el, mint aki... megkötötte ezt a szerződést és próbálja elkerülni a teljesítését, mindent megtesz, hogy távol tartsa magától.” Cage elmagyarázta továbbá, hogy Blaze kaszkadőrmotorozása afféle menekülés volt, s egy mód, ami továbbra is köti őt elhunyt apjához, akitől motorozni tanult. Cage egy Buell típusú motort használ Blaze mutatványához és egy nagy mértékben átalakított, Grace nevű choppert, mikor átváltozik. A „Hell Cycle” kerekei a képregényben teljes egészükben lángokból állnak, amit a filmben lángokba burkolózó gumiabroncsokra cseréltek, hogy súlyosabbnak hasson a vásznon.
Hogy kifejezze az érzelmeket, Ghost Rider koponyájának lángját színváltoztatóra alkották meg, a tompa lángtól a kékig terjed, hogy a harag mellett bármely más érzelmet is megfesse. A film vizuális effektekért felelős vezetője, Kevin Mack és csapata a Sony Imageworks-nél sikeresen oldotta meg a számítógép alkotta tűz megjelenítését felvételről felvételre alapon. Szellemlovas hangját Dane Davis hangtervező manipulálta, aki Oscar-díjat nyert a Mátrix hangvágásáért. Davis átszűrte Cage szövegfelolvasásait három különböző fajta állati üvöltésen, amiket visszafelé játszott és különálló frekvenciákkal fedett le. David ezután felerősítette a dialógust a mechanikus hangszabályozóval. Mark Steven Johnson rendező úgy írja le a hangot, mint egy „mély, démoni, mechanikus oroszlánüvöltés.”

## Promóció
2005 májusában a Sony Pictures elindította A szellemlovas hivatalos weboldalát.
Júliusban a stúdió képviseltette magát a Conic-Con Internationalen a filmmel és levetített egy teaser előzetest a közönségnek. Ez nem tartalmazott véglegesített felvételt, s végül az internetre is felkerült. Ugyanebben a hónapban a Majesco Entertainment Company bejelentette, hogy a Marvellal szerződés született a Ghost Rider videójáték az egész világra kiterjedő jogairól PS2, PSP és Game Boy Advance konzolokon.
2005 decemberében a stúdió a hivatalos oldalon egy 10 perces videórészlet formájában az első betekintést nyújtotta A szellemlovasba.
2006 áprilisában a Sideshow Collectibles bejelentette a film konceptuális művészetén alapuló Ghost Rider-makett értékesítését.
Májusban megjelent az Apple-n az USA-beli és a nemzetközi teaser trailer.
2007. április 19-én a Sony Pictures Home Entertainment megerősítette, hogy a film június 12-én kerül a boltokba. Hozzáférhető lesz egylemezes, illetve kétlemezes „bővített” DVD-n (ami tartalmaz két audiokommentárt, képregénytörténeti anyagokat és „így készült”-et), Blu-rayen és UMD változatban PlayStation számára.

## Fogadtatás
A szellemlovas főképp negatív kritikákat kapott. A Rotten Tomatoes oldalán 28%-os értékelésen áll a film több mint 120 visszajelzés alapján.
A produkció 2007. február 16-án került az amerikai mozikba. Nyitónapján 15,4 millió dollárt keresett, a teljes hétvégét pedig 45,4 millióval zárta, ami a 300 márciusi startolásáig 2007 legjobbjának számított. Pályafutása végéig 115 milliót gyűjtött, s további 113-at a világ többi részéről.